# Dziesławice (Międzybór)
Dziesławice (deutsch Distelwitz) ist ein Dorf in der Stadt- und Landgemeinde Międzybórz im Powiat Oleśnicki der Woiwodschaft Niederschlesien in Polen.

## Sehenswürdigkeiten
Die Filialkirche St. Trinitatis (Kościół filialny pw. Trójcy Świętej) ist eine 1667–70 gebaute Schrotholzkirche. Ein Vorgängerbau, der bereits 1376 erwähnt wurde, war der hl. Katharina geweiht. Der jetzige Kirchenbau wurde 1835 umgebaut und 1935–36 sowie 1981 renoviert.
Das Gebäude wurde Backsteinsockel mit einem dreiseitig geschlossenem Chor und Scheingewölbe aus Holz errichtet. Über der Sakristeitür befindet sich eine Inschrift mit der Jahreszahl 1492 (?). Der Turm mit Helm und Laterne ist mit Schindeln gedeckt. Der Hochaltar wurde Anfang des 18. Jahrhunderts geschaffen. Unter dem Altarpodest befindet sich eine steinerne Grabplatte des 1694 verstorbenen Friedrich von Freya. Eine weitere hölzerne Grabplatte aus dem Jahr 1502 gelangte nach 1945 an das Nationalmuseum Warschau.

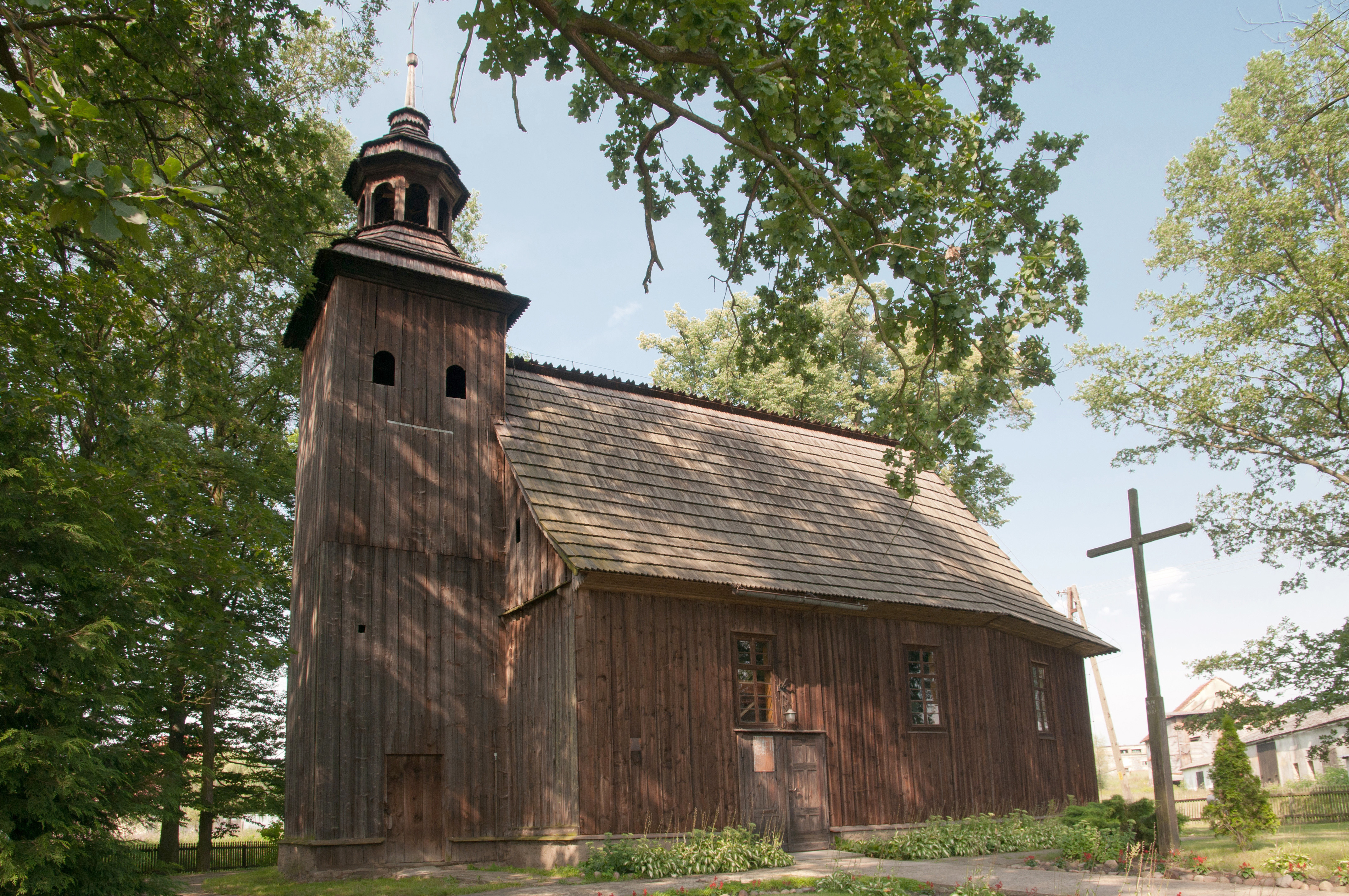
Schrotholzkirche
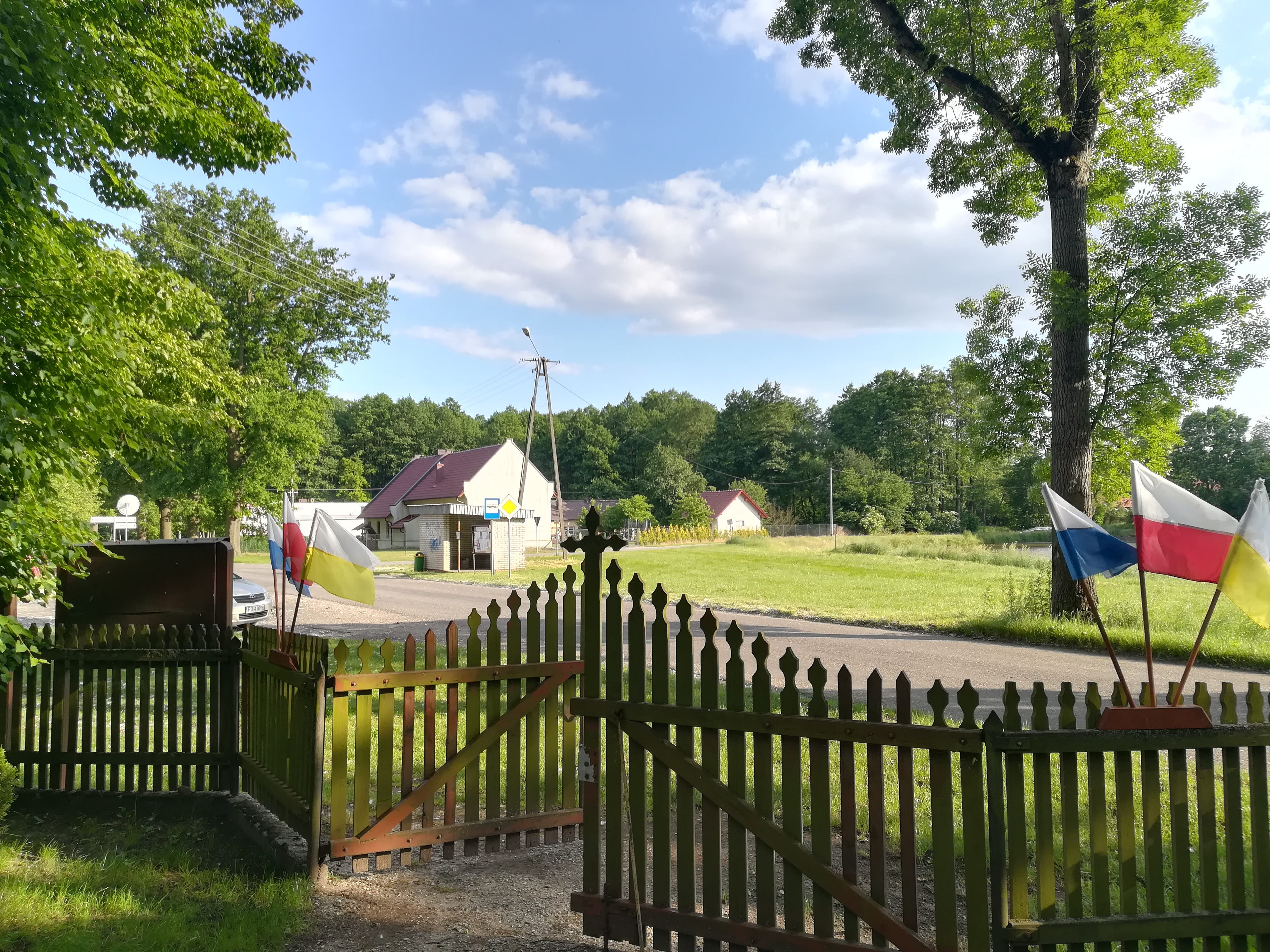
Blick auf Dzieslawice